# 偽骸のアルルーナ
『偽骸のアルルーナ』（ぎがいのアルルーナ）は、2014年7月25日にでぼの巣製作所より発売されたアダルトゲーム。
萌えゲーアワード2014にて金賞・ゲームデザイン賞を受賞した。

## 登場人物
ウィル
声 - 古河徹人
本作の主人公。
クレア
声 - 星咲イリア
ウィルの幼なじみ。
ミシェル
声 - 榊原ゆい
別の街から来た少女。
ティリア
声 - 夏野こおり
ステラ
声 - 民安ともえ
ウィルたちの先輩。
ルーナ
声 - 民安ともえ
ウィルたちの先輩。

### サブキャラクター
カニス
声 - 野☆球
クレアの兄、訓練時は厳しい。
フロル
声 - 一色ヒカル
カールム
声 - 星一人
鍛冶屋。
イリス
声 - 杉原茉莉
カールムの娘。
レックス
声 - 芦久比剥巳
ウィルをライバル視する自信家。
クララ
声 - こたつみやこ
ウィルの同期で巨乳。
マギー
声 - 唯香
弓使いで控えめな性格。
ベルナー
声 - 咲久間匠
ウィルの同期。
リナ
声 - 美咲桃子
ムードメーカーで明るい性格。
ムース
声 - 越雪光
教団の司祭。
シェロ
声 - 藍川珪
ウィルの同期でトラブルメーカー。
アルフ
声 - 花京院秋法
参謀役を務める。
ラウリエ
声 - 野々村紗夜
世界樹の巫女であり、教団の最高権力者だが姿を隠す。
ブリジット
声 - 平野響子
シェロ
声 - 藍川珪
ムーア
声 - 越雪光
こすず
声 - 榊原ゆい